# Indicator (geslacht)
Indicator is een geslacht van vogels uit de familie honingspeurders (Indicatoridae).

## Soorten
Het geslacht kent de volgende soorten:
- Indicator archipelagicus – Maleise honingspeurder
- Indicator exilis – Kleinste honingspeurder
- Indicator indicator – Grote honingspeurder
- Indicator maculatus – Gevlekte honingspeurder
- Indicator meliphilus – Bleke honingspeurder
- Indicator minor – Kleine honingspeurder
  - I. m. conirostris – Diksnavelhoningspeurder
- Indicator pumilio – Kortsnavelhoningspeurder
- Indicator variegatus – Schubkeelhoningspeurder
- Indicator willcocksi – Willcocks' honingspeurder
- Indicator xanthonotus – Himalayahoningspeurder